# Studentenclub
Studentenclubs (auch Studentenklubs oder selten Studierendenclubs) sind ehrenamtliche studentische Vereine. Sie bieten ein Programm zwischen Kneipe, Kulturangeboten, Disko und Partys. Sie werden von Studenten betrieben und als soziokulturelle Zentren in der Regel durch das örtlich zuständige Studentenwerk gefördert. Generell gilt das Motto „von Studenten – für Studenten“. Dies spiegelt sich neben einer hochschulnahen Lage vor allem in einem günstigen Preisniveau wider. Sie sind im Allgemeinen offen für alle Studenten und Nicht-Studenten. Viele Studentenclubs sind auch Mitglied des örtlich zuständigen Stadt- oder Kreisjugendrings.

## Geschichte
Erste Initiativen zur Gründung von Studentenclubs gab es in den Universitätsstädten der DDR in den 1950er Jahren. Viele der heute noch bestehenden Clubs gehen auf die Blütezeit in den 1970er Jahren zurück; als ältester noch bestehender Studentenclub gilt der Geologenkeller Greifswald, der offiziell 1962 gegründet wurde (inoffiziell 1961). Wie die Hochschulen waren zu dieser Zeit auch die Wohnheime nach Sektionen gegliedert, was auch innerhalb der Studentenclubs zu einer Trennung nach Fachrichtungen führte. Oftmals spiegelt sich das bis heute in Namen einzelner Studentenclubs wider. Die Studentenclubs waren damals, wie auch studentische „Initiativen“ der Freien Deutschen Jugend (FDJ) zugeordnet.
Nach der Wende entfiel die Rolle der FDJ und die Studentenclubs wurden in eigenständige Vereine überführt. In einigen Städten bildeten auch alle Clubs zusammen einen eingetragenen Verein. Da die Studentenwohnheime heute den Studentenwerken unterstehen, sind diese Vermieter für die Wohnheim-Clubs und im Sinne ihres Sozial- und Kulturauftrags auch Unterstützer und Förderer des Kulturbetriebs.
Durch die stark angestiegene Konkurrenz von kommerziellen Kneipen, Diskos und Clubs hat sich die Situation vieler Clubs in den letzten Jahren verschlechtert. Auch nachlassende Unterstützung der öffentlichen Hand und das sinkende Interesse an ehrenamtlicher Arbeit haben für viele Studentenclubs das Aus bedeutet.

## Verbreitung
Die meisten Studentenclubs befinden sich in Wohnheimen, aber auch in Mensen und anderen Hochschulgebäuden.
Studentenclubs finden sich heute überwiegend in den neuen Bundesländern. Viele von ihnen wurden schon zu DDR-Zeiten gegründet. Die ältesten unter ihnen gibt es schon seit über 50 Jahren.
Als „Hauptstadt der Studentenclubs“ gilt Dresden. In den 1990er Jahren gab es hier über 20 Studentenclubs, heute sind es 12. An den ebenfalls zum Dresdner Studentenwerk gehörenden Hochschulstandorten Tharandt, Zittau und Görlitz befinden sich noch weitere drei Clubs.